# What Will the Neighbours Say?
What Will the Neighbours Say? é o segundo álbum de estúdio do girl group britânico Girls Aloud. Foi lançado pela gravadora Polydor Records em 29 de novembro de 2004 no Reino Unido. O álbum foi totalmente produzido pela equipe de Brian Higgins e Xenomania.

## Informações
O título do álbum, What Will the Neighbours Say? (em português: O que os vizinhos vão dizer?) vem de um verso da música "Love Machine". O verso, que diz "What will the neighbours say this time?", se refere ao seu single de estreia, "Sound of the Underground", onde elas cantam: "Neighbours banging on the bathroom wall / they're saying "pump the bass, I gotta get some more". ("Os vizinhos estão batendo na parede do banheiro / eles dizem "ligue o baixo, eu quero mais").
O álbum tornou-se o segundo do grupo a alcançar o Top 10 da UK Albums Chart, onde recebeu a certificação de platina. O álbum foi lançado em países Europeus selecionados no final de 2004. No entanto, não obteve grande sucesso devido à falta de promoção.
É neste álbum também que cada uma das garotas faz sua primeira participação na música. Não se sabe ao certo em qual música cada uma contribuiu, mas a composição é atribuída a cada uma a partir da divisão dos versos, que favorece apenas uma delas em determinadas músicas, como em "I Say a Prayer for You", onde Nicola é a única que canta.
A partir desse álbum, as Girls Aloud se lançaram em sua primeira turnê, denominada What Will The Neighbours Say? Live. A turnê teve seus ingressos esgotados para quase todas as apresentações no Reino Unido e as garotas cantaram ao vivo em shows repletos de incríveis performances.

## Recepção da crítica
| Críticas profissionais | Críticas profissionais |
| Avaliações da crítica  | Avaliações da crítica  |
| Fonte                  | Avaliação              |
| ---------------------- | ---------------------- |
| allmusic               | [ 2 ]                  |
| BBC Music              | [ 3 ]                  |
| Stylus Magazine        | (A-)                   |
| The Guardian           | [ 5 ]                  |

Após a sua estreia, a recepção da crítica foi bastante positiva, com o jornal londrino "The Guardian" classificando-o como um grande álbum pop que é "engraçado, esperto, imediato" e "ricamente inventivo".

## Faixas
Os nomes dos escritores e/ou produtores das músicas aparecem em parênteses.
1. "The Show" (M. Cooper, B. Higgins, L. Cowling, J. Shave, Xenomania) - 3:36
2. "Love Machine" (M. Cooper, B. Higgins, T. Powell, N. Coler, L. Cowling, M. Boyle, S. Lee) - 3:25
3. "I'll Stand by You" (T. Kelly, C. Hynde, B. Steinberg) - 3:43
4. "Jump" (G. Skardina, M. Sharron, S. Mitchell) - 3:39
5. "Wake Me Up" (M. Cooper, B. Higgins, T. Powell, S. Lee, L. Cowling, P. Woods, Yusra) - 3:27
6. "Deadlines & Diets" (M. Cooper, B. Higgins, M. Gray) - 3:57
7. "Big Brother" (M. Cooper, B. Higgins, T. Larcombe, L. Cowling, C. Cole) - 3:58
8. "Hear Me Out" (M. Cooper, B. Higgins, L. Cowling, T. Powell, S. Harding) - 3:42
9. "Graffiti My Soul" (M. Cooper, B. Higgins, L. Cowling, T. Powell, Peblab) - 3:14
10. "Real Life" (M. Cooper, B. Higgins, L. Cowling, T. Larcombe) - 3:41
11. "Here We Go" (M. Cooper, B. Higgins, M. Gray) - 3:45
12. "Thank Me Daddy" (M. Cooper, B. Higgins, T. Larcombe, L. Cowling, T. Powell, P. Woods, K. Walsh) - 3:22
13. "I Say A Prayer For You" (M. Cooper, B. Higgins, L. Cowling, T. Powell, N. Roberts) - 3:33 (faixa bônus britânica)
14. "100 Different Ways" (M. Cooper, B. Higgins, L. Cowling, N. Coler, N. Coyle) - 3:41 (faixa bônus britânica)

## Singles
Jump
O primeiro single do álbum foi "Jump", lançado em 17 de novembro de 2003, uma regravação da música das The Pointer Sisters, também presente na reedição do álbum Sound of the Underground. A música também faz parte da trilha sonora do filme Love Actually.
Os b-sides do single são duas faixas do álbum Sound of the Underground, e uma regravação da música tema do filme Grease, incluída no CD Grease Mania. "Jump" alcançou o segundo lugar no UK Singles Chart, atrás apenas da canção "Mandy", do Westlife.
O videoclipe de "Jump" começa com as garotas entrando escondidas pela janela de um quarto. Elas correm escondidas por corredores e escadas, se esquivando das pessoas que passam por ali, até uma sala onde havia uma espécie de "conferência", observando com lanternas documentos e papéis. Terminam o clipe voltando ao quarto por onde chegaram e pulam da janela para fora.
The Show
"The Show", o segundo single, lançado em 28 de junho de 2004, possui pesadas batidas dançantes. Ele mostra um novo olhar das garotas para o pop. Antes de sua estréia, houve uma campanha promocional, mostrando cinco cadeiras vazias, cada uma com o nome de uma das garotas. Mais tarde, as mesmas cadeiras estavam na capa do single da música, com cada garota sentada em sua respectiva cadeira.
O single chegou ao segundo lugar no UK Singles Chart, e ao quinto lugar nas paradas da Irlanda. Não foi lançado nenhum b-side com o single, apenas remixes e uma entrevista chamada "The After Show". A música também foi incluída na versão australiana do álbum Chemistry, sendo o segundo single do álbum, após "Biology".
Seu clipe se passa em um salão de beleza comandado pelas garotas, chamado "Curls Allowed". Cada garota interpreta um personagem que trabalha no salão, tratando de diversos homens.
Love Machine
O terceiro single, "Love Machine", foi lançado em 13 de setembro de 2004. A canção tornou-se um dos singles mais populares do grupo, sendo bem recebido pela crítica.
"Love Machine" se tornou o terceiro single consecutivo do grupo a alcançar o segundo lugar na UK Singles Chart e o sexto consecutivo a atingir o top 3. Em dezembro de 2006, "Love Machine" foi eleita pela Nokia como a segunda música mais divertida da história, atrás apenas de "Song 2", da banda inglesa Blur.
Seu videoclipe se passa na fictícia boate "Eskimo Club", onde as garotas em uma mesa são  distraídas pelos homens do local, que fazem truques para chamar a atenção delas. No ponto alto do clipe, as garotas dançam junto aos homens da boate. No final do vídeo as meninas saem do clube cansadas e descalças.
I'll Stand by You
O quarto single do álbum foi a balada romântica "I'll Stand by You", uma regravação da música da banda The Pretenders, lançado em 15 de novembro de 2004. Foi a música escolhida como single oficial da campanha de caridade "Children In Need" de 2004.
"I'll Stand By You" estreou em primeiro lugar no UK Singles Chart, tornando-se o segundo single das Girls Aloud a conseguir esse feito. O single vendeu 57.597 cópias apenas na primeira semana, permanecendo 2 semanas no topo da parada. Muitos atribuem esse primeiro lugar ao fato do single ser de fins beneficentes.
O videoclipe das Girls Aloud para a regravação de "I'll Stand by You" mostra as garotas em uma espécie de deserto, com muitas pedras e troncos secos à sua volta. No ponto alto do vídeo, as garotas fazem um círculo, uma tempestade começa, onde se vê relâmpagos e um vento forte.
Wake Me Up
"Wake Me Up" foi o quinto e último single do álbum, lançado em 21 de fevereiro de 2005. Chegou ao quarto lugar no UK Singles Chart, sendo o primeiro single do grupo a não atingir o top 3.
O videoclipe de "Wake Me Up" mostra as garotas em uma estrada deserta, pilotando motos. Com elas em movimento, as garotas aparecem colando tatuagens falsas no braço, pintando as unhas e usando um secador de cabelo.
Outra música, "Graffiti My Soul", iria ser lançada como single, mas foi cancelada porque as garotas queriam começar a trabalhar em seu terceiro álbum, Chemistry.

## Participação na composição
Canções que contaram com a participação de Girls Aloud na sua composição:
- "Big Brother" - Cheryl Cole
- "Hear Me Out" - Sarah Harding
- "Thank Me Daddy" - Kimberley Walsh
- "I Say a Prayer for You" - Nicola Roberts
- "100 Different Ways" - Nadine Coyle

## Regravações e samplers
- I'll Stand by You é uma regravação da banda The Pretenders.
- Jump é uma regravação do grupo de R&B americano The Pointer Sisters. A música também está presente na reedição do álbum Sound of the Underground.
- As canções "Deadlines & Diets" e "Here We Go" são regravação de Miranda Cooper, compositora do grupo. A versão original de "Here We Go" também foi interpretada por Lene Nystrøm em 2003. A versão de Cooper ainda foi tema para o desenho Três Espiãs Demais.
- "Graffiti My Soul" contém um sampler da canção "It's Not the Drug", e foi originalmente oferecido à Britney Spears.

## Desempenho nas paradas e certificações
What Will the Neighbours Say? estreou em sexto lugar na UK Albums Chart, e passou duas semanas no Top 10 e oito semanas no Top 40. Na Irlanda, estreou em décimo segundo lugar, permanecendo no Top 20 por oito semanas.

### Posição nas paradas
| Parada (2004)                 | Posição | Certificação       |
| ----------------------------- | ------- | ------------------ |
| UK Albums Chart               | 6       | 600,000 2× Platina |
| Irish Albums Chart            | 12      | 2× Platina         |
| Parada de final de ano (2004) | 44      |                    |
| Estónia                       | 88      |                    |
| Parada de final de ano (2005) | 136     |                    |
| Europe Albums Chart           | 9       |                    |
| United World Chart            | 43      |                    |